# راک در زندان (فیلم)
راک در زندان (به انگلیسی: Jailhouse Rock) فیلمی درام و موزیکال به کارگردانی ریچارد تورپ است.